# Radula pallens
Radula pallens là một loài rêu tản trong họ Radulaceae. Loài này được (Sw.) Nees & Mont. miêu tả khoa học lần đầu tiên năm 1839.